# Штампування

Штампувальний прес

Штампування — обробка металевих і неметалевих заготовок тиском  у  штампах.
Оброблення металу тиском — пластичне деформування заготовки в штампах  з витіканням металу, обмеженого розмірами штампувального простору. Під час штампування відбувається формоутворення без зняття стружки, забезпечується висока точність виробів при високій продуктивності праці.
Переваги штампування перед куванням це: висока продуктивність, висока точність розмірів та незначна шорсткість поверхні, отримання деталей складної форми з однаковими розмірами. Недоліками є висока вартість штампів (тому штампування як правило використовують для серійного та масового виробництва), можливість використання штампу для одного типорозміру виробу, виготовлення деталей малої маси (0,3…100 кг). Є два основних види штампування: об’ємне та листове.
Гарячим штампуванням називається процес одержання поковок за допомогою спеціальної оснастки — штампів (на рисунку нижче.). Молотовий штамп являє собою два сталевих бойка (матриця і пуансон), що мають в площині роз'єму виїмки, які відповідають конфігурації деталі. Під дією сили удару молота або тиску преса нагріта заготовка деформується і заповнює порожнину штампа. В результаті штампування одержують деталь, що за формою і розмірами відповідає формі і розмірам штампу.
Холодне штампування здійснюється без попереднього підігріву металу. Найчастіше застосовують листове холодне штампування, матеріалом для якого служать тонкі листи (товщиною 5 — 6 мм), стрічки, прутки з м'якої вуглецевої і легованої сталі, кольорових металів і їх сплавів. Холодним штампуванням виготовляють як плоскі, так і вигнуті вироби (ковпаки, днища залізничних цистерн, деталі котлів і ін.).